# Ітонс-Нек (Нью-Йорк)
Ітонс-Нек (англ. Eatons Neck) — переписна місцевість (CDP) в США, в окрузі Саффолк штату Нью-Йорк. Населення — 1334 особи (2020).

## Географія
Ітонс-Нек розташований за координатами 40°55′59″ пн. ш. 73°23′41″ зх. д. / 40.93306° пн. ш. 73.39472° зх. д. (40.933076, -73.394795).  За даними Бюро перепису населення США в 2010 році переписна місцевість мала площу 2,60 км², уся площа — суходіл.

## Демографія
Згідно з переписом 2010 року, у переписній місцевості мешкало 1406 осіб у 519 домогосподарствах у складі 412 родин. Густота населення становила 540 осіб/км².  Було 575 помешкань (221/км²).
Расовий склад населення:
| - 97,4 % — білих - 0,9 % — азіатів - 0,2 % — чорних або афроамериканців |

До двох чи більше рас належало 1,3 %. Частка іспаномовних становила 2,6 % від усіх жителів.
За віковим діапазоном населення розподілялося таким чином: 23,9 % — особи молодші 18 років, 57,5 % — особи у віці 18—64 років, 18,6 % — особи у віці 65 років та старші. Медіана віку мешканця становила 47,4 року. На 100 осіб жіночої статі у переписній місцевості припадало 96,1 чоловіків;  на 100 жінок у віці від 18 років та старших — 90,4 чоловіків також старших 18 років.
Середній дохід на одне домашнє господарство  становив 156 427 доларів США (медіана — 123 971), а середній дохід на одну сім'ю — 177 664 долари (медіана — 142 500). За межею бідності перебувало 3,6 % осіб, у тому числі 3,5 % дітей у віці до 18 років та 0,0 % осіб у віці 65 років та старших.
Цивільне працевлаштоване населення становило 664 особи. Основні галузі зайнятості: освіта, охорона здоров'я та соціальна допомога — 24,8 %, науковці, спеціалісти, менеджери — 22,7 %, фінанси, страхування та нерухомість — 7,5 %, транспорт — 6,3 %.